# 小行星7022
小行星7022（英語：7022）是一颗围绕太阳公转的小行星。1992年5月2日，上田清二、金田宏在钏路市发现了此天体。
这颗小行星的绝对星等为238.8539687903449等。